# Gwenhwyfach
Gwenhwyfach o Gwenhwyvach, a volte anglicizzato in Guinevak, è una sorella di Gwenhwyfar (Ginevra) nelle prime leggende arturiane. Molte delle tradizioni che la ritraggono sono andate perdute. Viene citata solo in due Triadi Gallesi e nel racconto Culhwch e Olwen del Mabinogion.

## Etimologia
Secondo Rachel Bromwich il nome Gwenhwyvach può derivare da Gwenhwy-fach, "Gwenhwy la Minore" per distinguerla da Gwenhwy-dawr. "Gwenhwy la Maggiore".

## Culhwch e Olwen
Gwenhwyfach appare per la prima volta nel Culhwch e Olwen, dove è una dei 200 uomini, donne, cani e cavalli che Culhwch invoca per sostenere la sua richiesta di aiuto per avere la mano di Olwen fatta a re Artù.

## Triadi Gallesi
Nella Triade 53 cita tra i Tre Dannosi Colpi dell'Isola di Britannia lo schiaffo dato da Gwenhwyfach a sua sorella Gwenhwyfar, portando alla Battaglia di Camlann.
Nella Triade 84 la Battaglia di Camlann, una delle Tre Futili Battaglie dell'Isola di Britannia, comincia a causa di una disputa tra le due sorelle.
La Triade 54 descrive Medrawd (Mordred) saccheggiare la corte di Artù e gettare Gwenhwyfar al suolo e picchiarla.
Il Lancillotto in prosa include un personaggio noto come "la Falsa Ginevra" che riesce a convincere Artù di essere la vera Ginevra, sua sorellastra.